# Commissie Schenk
De Commissie Schenk was een adviescommissie die in september 2008 door de Nederlandse schaatsbond KNSB is ingesteld, onder leiding van oud-langebaanschaatser Ard Schenk, om hervormingen in de topsportstructuur van het schaatsen te presenteren. Dat leidde op 24 maart 2009 tot het advies dat de KNSB in een nieuw organisatiemodel de topsport moet loskoppelen van de breedtesport.
In de commissie zaten onder meer oud-langebaanschaatser Rintje Ritsma, erevoorzitter Riemer van der Velde en sportmarketeer en oud-teammanager van TVM Patrick Wouters. Op 27 mei 2009 lieten de commissieleden weten ontstemd te zijn over het voornemen van KNSB-voorzitter Doekle Terpstra de gepresenteerde plannen van de commissie opzij te leggen. Het heeft er uiteindelijk mede toe geleid dat Terpstra op 30 augustus 2013 opstapte en de ledenraad vervolgens besloot dat een bestuurlijke koerswijziging noodzakelijk is en op 21 december 2013 zal er een plan worden gepresenteerd bij de ledenraadvergadering van de KNSB dat moet leiden tot een ingrijpende structuurwijziging van de schaatsbond. Op 27 oktober 2016 reageerde Schenk op NPO Radio 1's Langs de Lijn En Omstreken op het slepende conflict over de noodzakelijke bezuinigingen bij de KNSB dat volgens hem na het akkoord nog een weeffout bevat: "Waarom zoveel personeel bij het bondsbureau in Utrecht? De KNSB is een kind met een waterhoofd".